# Antennarius striatus
Poisson-grenouille strié
Espèce
Antennarius striatus, ou communément nommé poisson-grenouille strié, est une espèce de poissons marins de la famille des Antennaires ou poissons-grenouilles.

## Description
Antennarius striatus est un poisson de petite taille pouvant atteindre 22 cm de long. Comme tous les membres de cette famille, il possède un corps globuleux, extensible, à la peau couverte de petites épines et flasque. Cette dernière est souvent, mais pas systématiquement, recouverte d'appendices cutanées plus ou moins longs rappelant des « poils ». Sa bouche de grande dimension est prognathe et lui permet d'engloutir des proies aussi grosse que lui. La coloration du corps est extrêmement variable d'un individu à l'autre car elle s'harmonise aux teintes de l'environnement dans lequel il vit. Il a la capacité de changer de teinte en quelques semaines, en moyenne entre 2 et 5 semaines. Toutefois, les teintes dominantes vont du jaune à l'orange brun en passant par toute une gamme de nuances apparentées mais aussi parfois vert, gris, marron, presque blanc ou complètement noir sans motifs. Il est aussi doté de stries foncées ou de taches plus ou moins parallèles les unes aux autres avec sur la partie antérieure un départ rayonnant à partir de l’œil.
La première épine dorsale, dite illicium, est modifiée et sert de « canne à pêche ». Elle est munie à son extrémité d'un leurre caractéristique dont la forme est censée se rapprocher d'un ver. Il consiste en deux à sept appendices cutanés allongés qui peuvent occasionnellement de couleur rosâtre. Quant à l'illicium, il est souvent bandé de brun. Ce leurre est un moyen aisé de dissocier Antennarius striatus de son proche cousin Antennarius hispidus qui présente approximativement des caractéristiques physiques similaires (stries sombres sur le corps, teintes, « poils ») et avec qui, il est souvent confondu. L'illicium est quasiment de la même taille que la seconde épine dorsale. La deuxième épine dorsale est pratiquement droite et est mobile, la troisième est courbée vers l'arrière du corps. Elles sont bien séparées l'une de l'autre ainsi que du reste de la nageoire dorsale. Les nageoires pectorales sont coudées et aident avec les nageoires pelviennes à la locomotion sur le fond ainsi qu'au maintien stable pour la position d'affût.

## Distribution
Antennarius striatus est présent dans les eaux tropicales et subtropicales de l'Océan Indien jusqu'au centre de l'Océan Pacifique, ainsi que dans l'Océan Atlantique soit sur les côtes occidentales de l'Afrique et des côtes du New Jersey au sud du Brésil en passant par le Golfe du Mexique et les Caraïbes.

## Habitat
Antennarius striatus fréquente les zones récifales, rocheuses, sablonneuses voire mixtes de la surface à 40 m de profondeur à plus.

## Alimentation
Comme tous les Antennaires, Antennarius striatus est un carnivore vorace qui gobe toutes les proies qui passent à sa portée, principalement des poissons et même des congénères. Ses proies peuvent avoir des tailles proches de la sienne.

## Comportement
Cet Antennaires a, comme beaucoup de ses semblables, un mode de vie benthique et solitaire. Ils se rassemblent en période d'accouplement mais ne se tolèrent plus à la suite de l'acte. Le mâle peut tuer ou manger la femelle si elle demeure à sa proximité. 

## Galerie

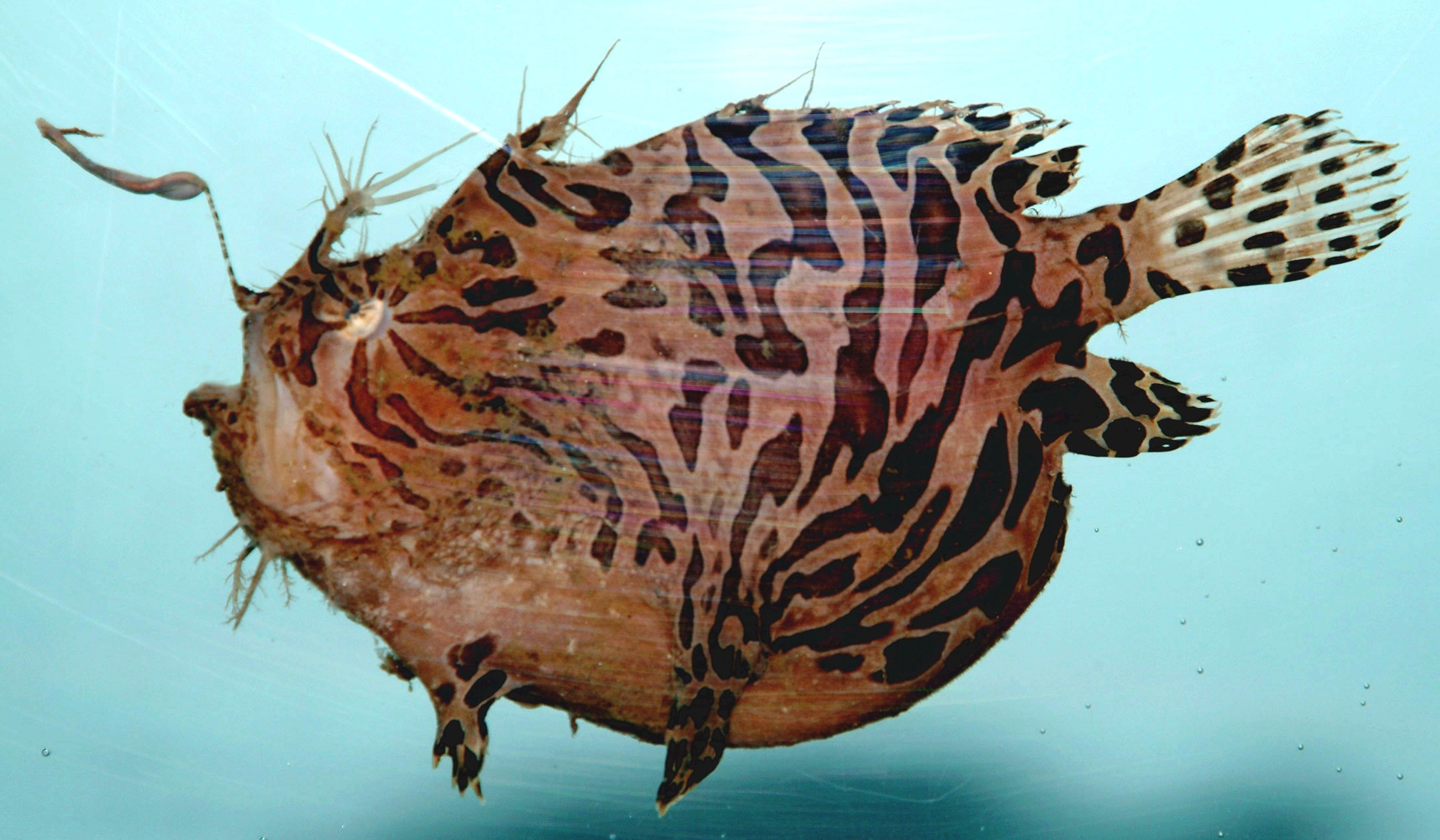
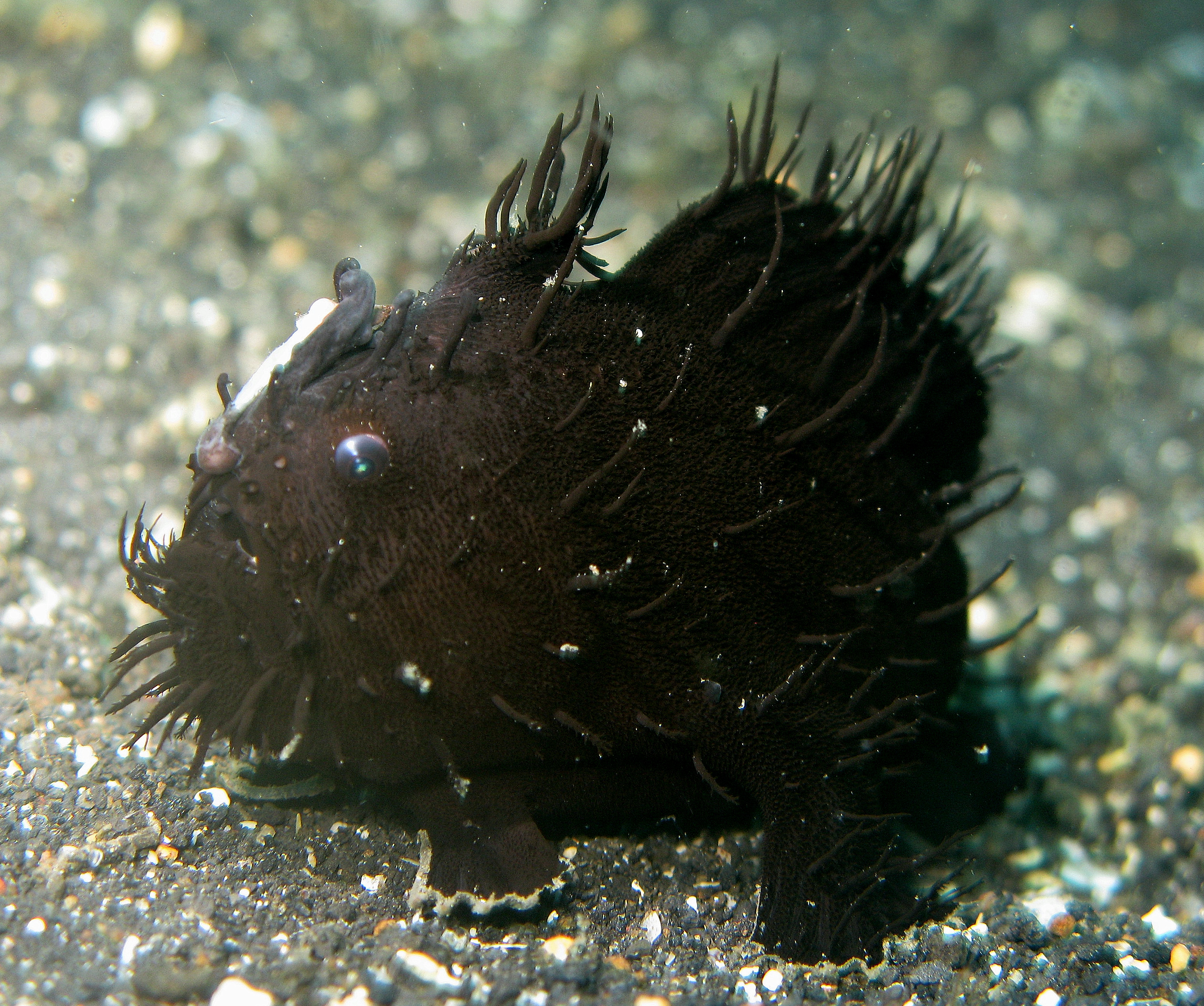
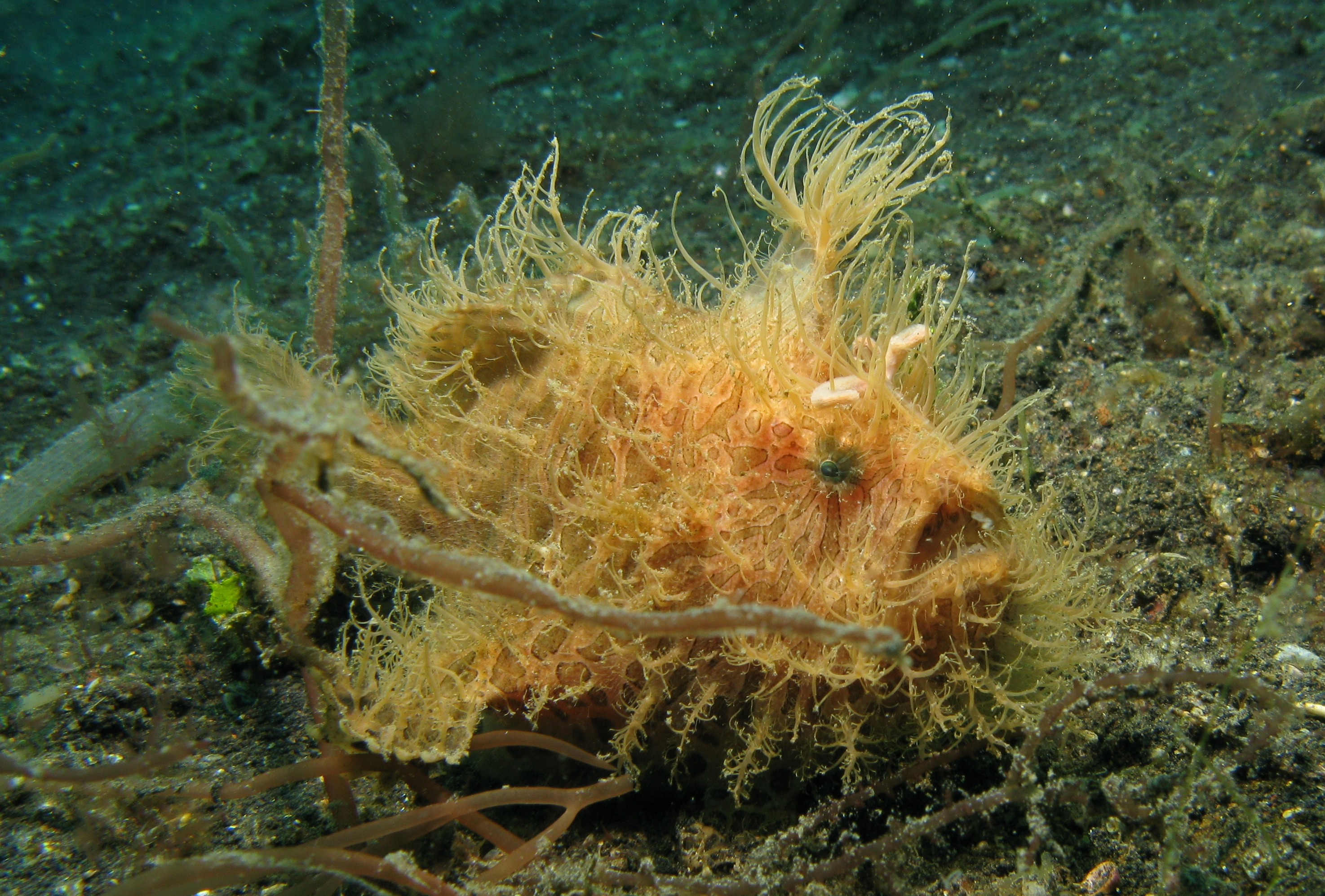